# Eustrotia inveterata
Eustrotia inveterata är en fjärilsart som beskrevs av Dyar 1914. Eustrotia inveterata ingår i släktet Eustrotia och familjen nattflyn. Inga underarter finns listade i Catalogue of Life.